# SCOAP³
SCOAP3 (Sponsoring Consortium for Open Access in Particle Physics Publishing) è un progetto internazionale, con base al CERN, che ambisce a creare un modello editoriale open access per una disciplina specifica, la fisica delle particelle (HEP, High Energy Physics). Il modello proposto dal progetto prevede che le quote pagate dalle biblioteche accademiche e dagli altri enti per l'abbonamento alle riviste vengano invece dirottate sulla messa a disposizione ad accesso aperto dei contenuti.
Il modello è il risultato di una collaborazione tra tutti gli attori della filiera, dagli autori ai finanziatori della ricerca, dalle biblioteche agli editori, guidati da ricercatori e bibliotecari del CERN, da sempre leader del movimento per l'accesso aperto alla letteratura scientifica.
Nel dettaglio, il modello proposto prevede la creazione di un consorzio internazionale di biblioteche ed enti finanziatori della ricerca con pieno potere di contrattazione con gli editori per quanto riguarda servizi di gestione della peer review, dell'editing, e della disseminazione dei contenuti ad accesso aperto. 
A luglio 2012 si è conclusa la gara per invitare gli editori di riviste di area HEP a proporsi per la fornitura di questi servizi. Sono stati selezionati 12 riviste, di 7 diversi editori, e si stima che nel 2011 su queste siano stati pubblicati circa 6600 articoli.
Gli articoli finanziati con il modello economico di SCOAP3 saranno resi disponibili ad accesso aperto in maniera perpetua, con licenza Creative Commons Attribution.
I benefici auspicati dall'adozione del modello proposto da SCOAP3 riguardano in primis il contenimento e la possibile riduzione dei costi necessari all'accesso alla letteratura della fisica delle particelle, oltre a:
- una gestione trasparente dei costi di gestione editoriale;
- la creazione di un ambiente digitale completo a sostegno della disciplina HEP;
- un migliore rapporto con la comunità di ricerca per migliorare positivamente l'editoria scientifica;
- la dimostrazione di come la cooperazione a livello internazionale possa dare un effettivo supporto all'accesso aperto alla ricerca;
- dati concreti sulla fattibilità di un modello editoriale ad accesso aperto unico, che possa in seguito influenzare nuovi modelli;
- l'opportunità di popolare automaticamente gli archivi aperti con pubblicazioni ad accesso aperto e sottoposte a peer review.

Fra gli editori che hanno accettato, vi sono anche American Physical Society, Elsevier, Springer.
Nel mese di settembre 2012 sono stati pubblicati i costi di pubblicazione degli articoli (in inglese Article Processing Charges, da cui l'acronimo APC) pubblicati sulle riviste che hanno aderito al progetto. Le APC sono pagate centralmente da SCOAP3, grazie a un fondo comune istituito da biblioteche, consorzi, enti di ricerca ed agenzie di finanziamento.

## Programma
A partire da gennaio 2014, le riviste individuate pubblicheranno gli articoli SCOAP3 (definiti come tutti gli articoli su riviste che pubblicano nell'ambito della Fisica delle particelle, o pubblicati su altre riviste e poi depositati su ArXiv.org nelle categorie corrispondenti) con licenza CC-BY ad accesso aperto perpetuo. Gli editori ridurranno le quote di abbonamento ai titoli, se esistenti, trasformando intere riviste o parti di esse ad accesso aperto.
Nel 2014, il pagamento annuale per ciascun titolo individuato sarà basato sulle quote delle singole riviste e sul numero di articoli pubblicati nel 2011 (l'ultimo anno per cui sono disponibili dati completi). Le APC sono fisse per un periodo di tre anni (fino al 2016).
Nel 2015 e nel 2016, tali quote potranno aumentare fino al 4% per i titoli dei grandi editori, e fino al 25% per i titoli dei piccoli editori.